# Галузевий державний архів УІНП
Галузевий державний архів Українського інституту національної пам'яті (ГДА УІНП) або Архів національної пам'яті — державна архівна установа. Належить до сфери управління Українського інституту національної пам'яті.

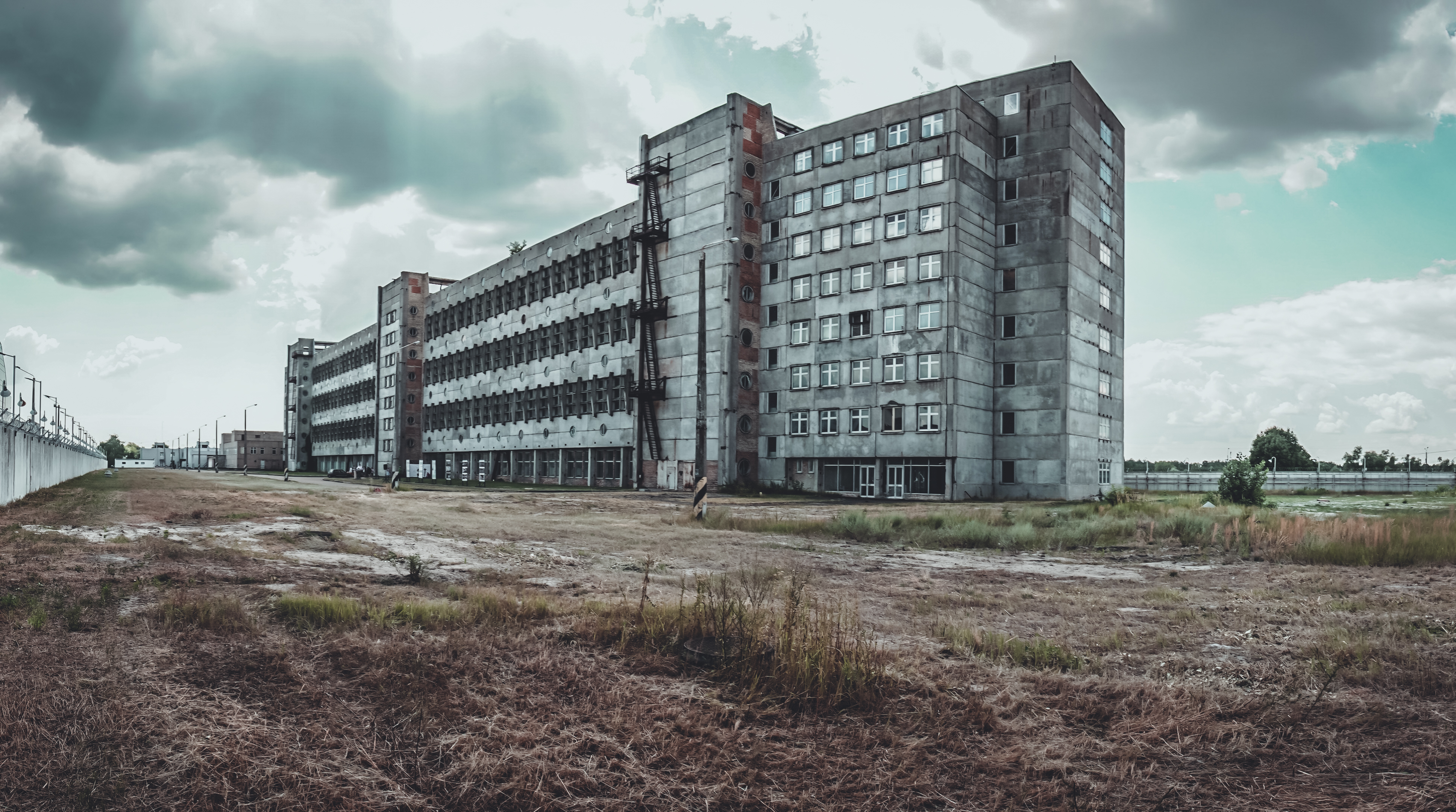
Архів національної пам'яті

Завданням Архіву національної пам'яті є пошук, прийом, формування, облік та зберігання архівних документів 1917-1991 років, а також забезпечення права на доступ до цієї інформації. Вже за кілька років інституція має сконцентрувати в себе документи репресивних органів комуністичного та націонал-соціалістичного тоталітарних режимів.
Директором Архіву національної пам'яті є історик та архівіст Ігор Кулик.

## Історія
Галузевий державний архів Українського інституту національної пам’яті створений 25 червня 2019 року на виконання Закону України "Про доступ до архівів репресивних органів комуністичного тоталітарного режиму 1917-1991 років" [Архівовано 9 жовтня 2020 у Wayback Machine.] (вступив у дію  21 травня 2015 року). 
У червні 2019 року Уряд та Національний банк України передали інституції частину будівлі розміром в 11 тис. кв. метрів на вул. Пухівській, 7, у Києві. Будівля розташовується на території Банкнотно-монетного двору НБУ.
На Пухівській, 7 планується розміщення Архіву національної пам'яті, де буде зосереджено орієнтовно 4 млн. справ з архівів Служби безпеки, Служби зовнішньої розвідки, Міністерства внутрішніх справ, Національної поліції, Міністерства оборони, Державної прикордонної служби, органів прокуратури, судів тощо. Це буде найбільший архів на території України та серед аналогічних архівів країн Центральної та Східної Європи.
Серед мільйонів документів архіву, зокрема, будуть слідчі справи на репресованих, справи особового складу КҐБ, радянської міліції, оперативні справи на громадян та іноземців та ін. Усе це буде у вільному доступі для людей, які шукають інформацію про репресованих родичів, істориків, журналістів, дослідників.
Створення єдиного великого архіву для збереження історичних документів спецслужб Радянського союзу - це європейська практика. Схожі установи функціонують в Німеччині, Литві, Чехії, Польщі, Угорщині.

## Проєкт реконструкції Архіву національної пам'яті
17 липня 2020 року Архів національної пам'яті публічно представив проєкт реконструкції свого приміщення на вулиці Пухівській, 7 у Києві. Участь у заході взяли міністр культури та інформаційної політики України Олександр Ткаченко, голова Українського інституту національної пам'яті Антон Дробович, голова Державної архівної служби України Анатолій Хромов, директор Галузевого державного архіву Служби безпеки України Андрій Когут та громадський діяч, політв'язень, історик дисидентського руху, співробітник Харківської правозахисної групи Василь Овсієнко. 
Загалом презентацію відвідали до 80 гостей та журналістів. 
Проєктна документація передбачає реконструкцію існуючого приміщення ГДА УІНП під найсучасніший архів з використанням новітніх технологій для максимально зручної роботи архівістів та користувачів з документами репресивних органів. Реконструкція, за стабільного фінансування, триватиме два роки.
Коротко про реконструкцію Архіву національної пам'яті у цифрах:
- Поверхів – 8
- Площа – 19 550 м²
- Простір "Open Space" площею 1 100 м² на 3 поверхах
- Читальна зала на 42 місця
- Конференц-зала на 70 місць
- 32 архівосховища площею 8 500 м²
- Автостоянка на 44 машиномісця
- Орієнтовно 4 000 000 справ
- Планова чисельність – 150 працівників

Загальна вартість реконструкції оцінюється у 686 млн грн, з яких вартість будівельних робіт становитиме 407 млн грн, устаткування – 243 млн грн, інші витрати – 36 млн грн.

## Фінансування реконструкції
У березні 2020 року Архів національної пам`яті отримав позитивний експертний звіт на вже розроблену проєктну документацію, що дає змогу розпочати реконструкцію приміщення. Однак у квітні 2020 року Верховна Рада ухвалила зміни до Державного бюджету, за якими 57,6 млн. грн., призначені на будівництво Архіву національної пам`яті, були забрані у фонд боротьби з коронавірусом. 
Завдяки активній позиції в 2021-2022 роках на реконструкцію будівлі Архіву національної пам'яті знову були виділені кошти. 
Проте з початку повномасштабного вторгнення реконструкція Архіву національної пам'яті в черговий раз стала на паузу.  

## Міжнародна діяльність
У листопаді 2020 року Архів національної пам'яті підписав договір про співпрацю з Історичним архівом державної безпеки Угорщини. У рамках домовленостей архіви обмінюватимуться практичним досвідом, інформацією та копіями документів. 
"Перший договір про співпрацю, підписаний з Історичним архівом державної безпеки Угорщини, став логічним продовженням минулорічної поїздки до Будапешту. На черзі підписання ще декількох договорів з подібними інституціями країн Центральної та Східної Європи", — каже директор Архіву національної пам'яті Ігор Кулик.
25 січня 2021 року Архів національної пам'яті став членом Платформи європейської пам'яті та сумління (Platform of European Memory and Conscience). Українські інституції, які вже є членами Платформи: Український інститут національної пам'яті, Національний музей Голодомору-геноциду, Центр досліджень визвольного руху, Фонд збереження історії Майдану, Меджліс кримськотатарського народу. 
28 січня 2021 року Архів національної пам`яті став кандидатом у члени Європейської мережі офіційних органів відповідальних за справи секретної поліції. Серед інституцій, які є членами Мережі: Інститут національної пам'яті (Польща), Архів “Штазі” (Німеччина), Історичний архів державної безпеки (Угорщина), Інститут дослідження тоталітарних режимів (Чехія) та інші.
Європейська мережа офіційних органів відповідальних за справи секретної поліції - це об’єднання інституцій європейських країн, спрямованих на дослідження та виявлення злочинів комуністичного тоталітарного режиму на основі документів спецслужб. Серед країн-засновниць Мережі: Німеччина, Болгарія, Польща, Румунія, Словаччина, Чехія та Угорщина.
16 лютого 2021 року підписано договір про співробітництво між Галузевим державним архівом Українського інституту національної пам’яті та Комісією з відкриття документів і оголошення про належність болгарських громадян до державної безпеки і розвідувальної служби Болгарської народної армії.
19 лютого 2021 року підписано договір про співробітництво між Галузевим державним архівом Українського інституту національної пам’яті, Архівом служб державної безпеки Республіки Чехія та Інститутом дослідження тоталітарних режимів.
26 серпня 2021 року підписано договір про співробітництво між Галузевим державним архівом Українського інституту національної пам’яті та Національним архівом Латвії.
14 грудня 2021 року підписано договір про співробітництво між Галузевим державним архівом Українського інституту національної пам’яті та Естонським інститутом історичної пам’яті.
14 липня 2022 року підписано Меморандум про взаєморозуміння між Галузевим державним архівом Українського інституту національної пам’яті та Національним архівним агентством Республіки Молдова.

## Консультаційний центр з пошуку інформації про репресованих

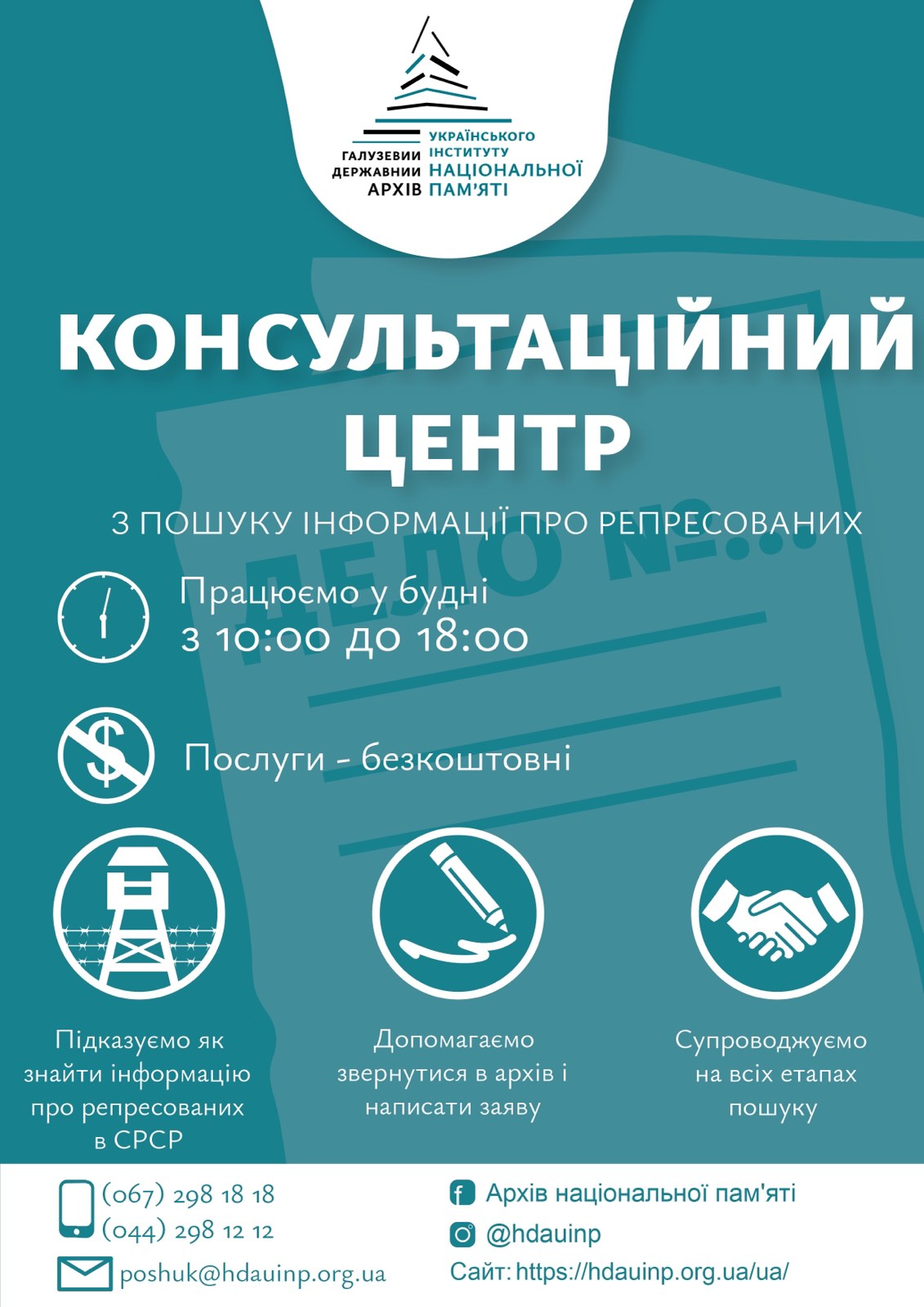

У травні 2020 року при ГДА УІНП відкрито Консультаційний центр з пошуку інформації про репресованих. Цей сервіс безкоштовно надає консультації тим, хто хоче дізнатися про долю репресованих у 1917-1991 роках, допомагає написати правильні звернення в архіви, щоб отримати всю необхідну інформацію про людей, історичні постаті та події.
Завдання Консультаційного центру – зробити архівні документи доступнішими та цікавішими як для пересічних громадян, так і для істориків, журналістів і всіх, хто хоче знати більше про комуністичний та нацистський тоталітарні режими. 
Послугами центру вже скористалися більше тисячі людей. Завдяки співробітникам Архіву національної пам`яті родини змогли дізнатися нову, або більш повну інформацію про своїх репресованих родичів. Історії цих сімей публікуються у виданні Цензор.нет.
Як звернутися до Консультаційного центру?
- зателефонувати у понеділок-п’ятницю з 10.00 до 18.00;
- надіслати листа на електронну пошту;
- написати повідомлення на офіційній сторінці ГДА УІНП в соціальній мережі Facebook;
- відправити листа за допомогою зворотного зв’язку через офіційний веб-сайт Архіву – http://hdauinp.org.ua.

## Фотодокументальна виставка "КОМУНІЗМ=РАШИЗМ"
Фотодокументальна виставка «Комунізм = Рашизм» від Архіву національної пам’яті — це 13 історій про українців ХХ та ХХІ століть, які постраждали від радянської та російської влади. Історії вибрані не випадково — вони проводять паралель між злочинами комунізму та рашизму. 

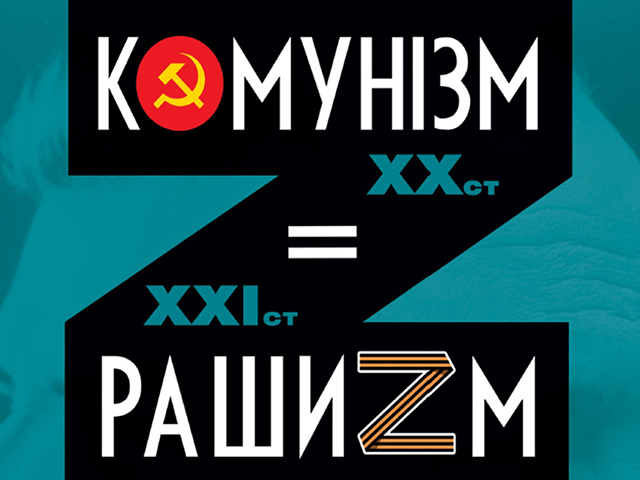

Як і у ХХ столітті, так і тепер, вже в столітті ХХІ, йде війна на суцільне фізичне знищення українців. Українці знову – у «розстрільних» списках, проходять через фільтраційні табори, примусову депортацію, масові розстріли, зазнають катувань і мародерства. Обидва режими – комуністичний та рашистський – знищують все українське: людей, культуру, мову, історію. Геноцид проти українців триває.
На восьми стендах можна побачити архівні документи про репресованих українців у ХХ столітті, а також свідчення про сучасні злочини російської армії.
Автори виставки: директор Архіву національної пам’яті Ігор Кулик та комунікаційниця Архіву Дарина Рогачук.
Сюжет про відкриття виставки "Комунізм=Рашизм" 15 червня 2022 року на Михайлівській площі у Києві.
Наразі фотодокументальна виставка подорожує по Україні. Команда Архіву національної пам’яті прагне показати виставку всьому цивілізованому світу.

## Як знайти репресованих родичів: відеоінструкція
Архів національної пам'яті створив п'ять коротких просвітницьких відеоінструкцій, які можна вільно переглянути на офіційній Youtube-сторінці Архіву.
У першому відео "Що таке Архів національної пам’яті" розповідається про установу та 4 мільйони документів періоду СРСР, які у ній зберігатимуться. Також можна побачити приміщення Архіву на вулиці Пухівській, 7 у Києві та дізнатися чому реконструкція будівлі стоїть на паузі з квітня 2020 року.
У другому відео "З чого почати пошук документів про репресованих родичів" наводиться перелік основних онлайн-баз даних, в яких кожен охочий може вільно шукати інформацію про постраждалого від репресій предка.
У третьому відео "В яких архівах шукати інформацію про репресованого родича" надається перелік архівів, в яких можна знайти архівну слідчу справу чи справу на ув’язненого родича.
У четвертому відео "Як написати заяву в архів" розповідається про те, яку обов’язкову інформацію треба вказати при зверненні в архів, чи потрібно доводити родинний зв’язок, щоб отримати архівну справу на репресованого і як довго архіви відповідають на звернення.
У п’ятому відео "Як працює Консультаційний центр з пошуку інформації про репресованих при Архіві національної пам'яті" йдеться про те, як працює сервіс з пошуку інформації про репресованих при ГДА УІНП, у який безкоштовно можуть звернутися за допомогою всі охочі. Також у відео емоційну історію своєї сім’ї та успішного пошуку справи на розстріляного у 1937 році прадіда розповідає одна із заявниць Консультаційного центру.